# Бред Річардс
Бредлі Гленн Річардс (англ. Bradley Glenn Richards; 2 травня 1980, м. Мюррей-Гарбор, Канада) — канадський хокеїст, центральний нападник. 
Виступав за «Рімускі Осеанік» (QMJHL), «Тампа-Бей Лайтнінг», «Ак Барс» (Казань) (локаут), «Даллас Старс», «Нью-Йорк Рейнджерс», «Чикаго Блекгокс», «Детройт Ред-Вінгс».
В чемпіонатах НХЛ — 1126 матчів (298+634), у турнірах Кубка Стенлі — 146 матчів (37+68).
У складі національної збірної Канади учасник зимових Олімпійських ігор 2006 (6 матчів, 2+2), учасник чемпіонатів світу 2001 (7 матчів, 3+3), учасник Кубка світу 2004 (6 матчів, 1+3). У складі молодіжної збірної Канади учасник чемпіонату світу 2000.
Досягнення
- Володар Кубка Стенлі (2004, 2015)
- Володар Кубка світу (2004)
- Учасник матчу всіх зірок НХЛ (2011)
- Володар Меморіального кубка (2000)
- Чемпіон QMJHL (2000)
- Бронзовий призер молодіжного чемпіонату світу (2000)

Нагороди
- Трофей Конна Смайта (2004) — найцінніший гравець (MVP) плей-оф
- Пам'ятний трофей Леді Бінг (2004)
- Трофей Гі Лафлера (2000)
- Трофей Поля Дюмона (2000)
- Трофей Стаффода Смайта (2000) — найцінніший гравець (MVP) КХЛ